# EP u amaterskom boksu 1930.
3. Europsko prvenstvo u amaterskom boksu 1930. se održalo od 3. do 8. lipnja 1930. u mađarskom gradu Budimpešti.
Boksači su se borili za odličja u osam težinskih kategorija.
Boksači iz Mađarske su osvojili 3 naslova prvaka, Italije i Danske po 2, a iz Njemačke jedan.

## Osvajači odličja
| Kategorija        | zlato                           | srebro                       | bronca                     |
| ----------------- | ------------------------------- | ---------------------------- | -------------------------- |
| muha              | István Énekes Mađarska          | Mieczysław Forlański Poljska | Carlo Trombetta Italija    |
| bantam (pijetao)* | János Széles Mađarska           | Mario Plaesu Rumunjska       | Edelweis Rodriguez Italija |
| pero              | Gyula Szabó Mađarska            | Cesare Saracini Italija      | Nicolae Carata Rumunjska   |
| laka              | Mario Bianchini Italija         | Sándor Szobolevszky Mađarska | Kaarlo Väkevä Finska       |
| velter            | Jupp Besselmann Njemačka        | Witold Majchrzycki Poljska   | Karl Dehn Norveška         |
| srednja           | Clemente Meroni Italija         | Lajos Szigeti Mađarska       | John Andersson Švedska     |
| poluteška         | Thyge Petersen Danska           | Albert Leidmann Njemačka     | Mario Lenzi Italija        |
| teška             | Michael Jacob Michaelsen Danska | Bertil Molander Švedska      | Heinz Hinzmann Njemačka    |

- u ondašnjem nazivlju se ovu kategoriju nazivalo pijetao kategorija